# 임명섭
임명섭(1983년 4월 26일~)은 대한민국의 컬링 선수 출신 컬링 지도자이다.